# Armand Basi

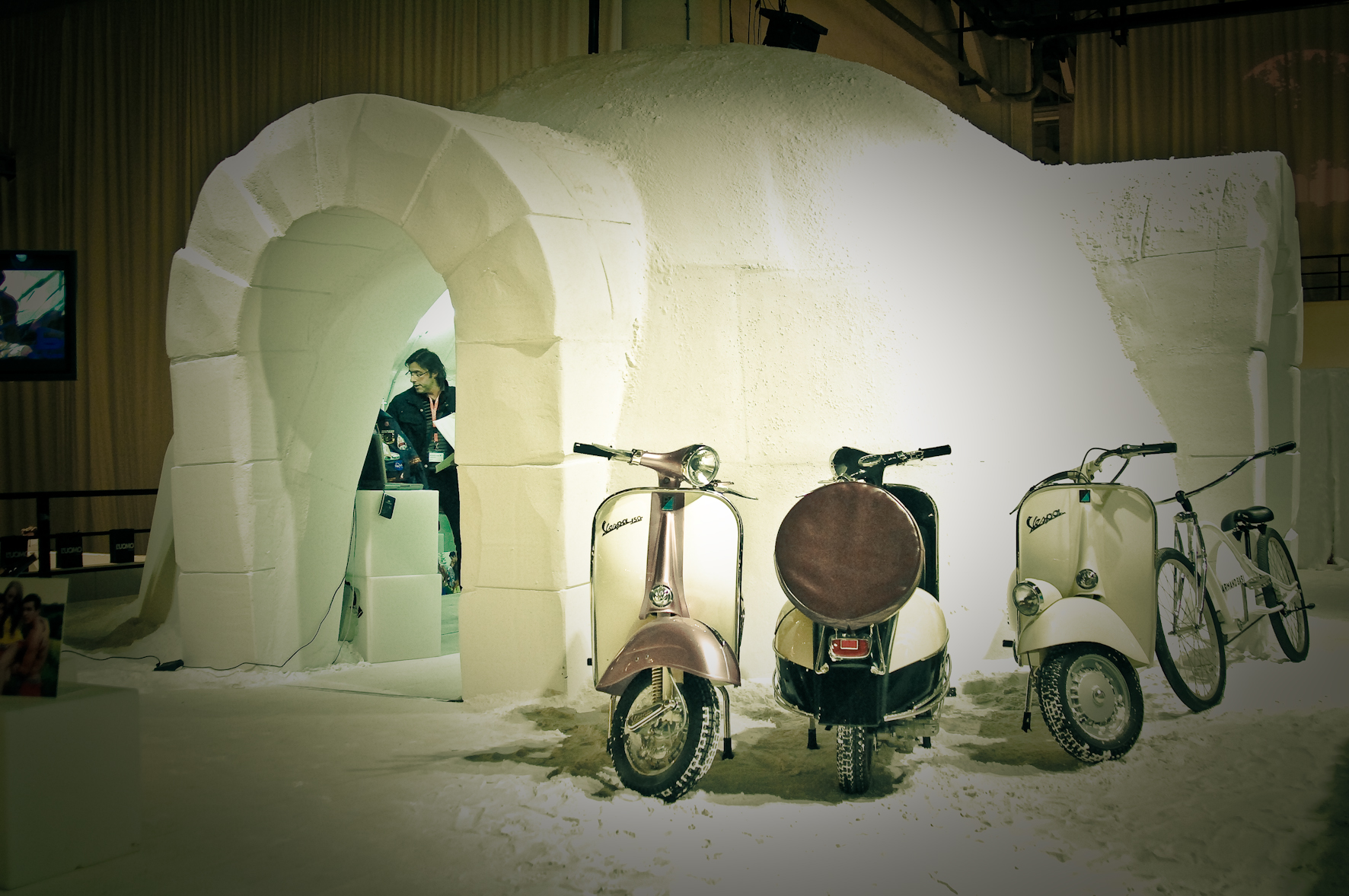
Stand de "By Basi", la línia jove d'Armand Basi, en la fira The Brandery (2010)

Armand Basi (Barcelona, 1924 - 9 de gener de 2009) va ser un empresari i dissenyador català, cofundador de la firma de moda que porta el seu nom.
L'any 1948, juntament amb el seu germà Josep, va fundar una petita empresa de confecció de punt. L'èxit del negoci els va permetre crear una gran empresa tèxtil a finals de la dècada de 1950, aliant-se pocs anys després amb la firma francesa Lacoste per fabricar i distribuir en exclusiva els seus productes a Espanya.
En la dècada de 1980, Armand Basi va crear la seva pròpia firma comercial i de moda, que va anar abastant, no només l'àmbit del disseny i producció de peces de vestir, sinó també de complements, perfumeria, rellotges, joies, sabates i bosses arribant a tenir amb més 400 botigues pròpies a Europa, Amèrica del Nord i Àsia. Lluís Juste de Nin n'és el seu dissenyador més notable i des del 2000 també el director creatiu.